# پمنا (نیوجرسی)
پمنا (به انگلیسی: Pomona) یک منطقهٔ مسکونی در ایالات متحده آمریکا است که در شهرستان آتلانتیک، نیوجرسی واقع شده‌است. پمنا ۷٫۲۴۴ کیلومتر مربع مساحت و ۷٬۱۲۴ نفر جمعیت دارد و ۱۷ متر بالاتر از سطح دریا واقع شده‌است.